# Karczmiska (Karczmiska Pierwsze)
Karczmiska – część wsi Karczmiska Pierwsze w Polsce położona w województwie lubelskim, w powiecie opolskim, w gminie Karczmiska.
W latach 1975–1998 miejscowość należała administracyjnie do ówczesnego województwa lubelskiego.